# Francisco Gabilondo Soler
Francisco Gabilondo Soler, mais conhecido pelo pseudônimo Cri-Cri (Orizaba, 6 de outubro de 1907—Texcoco, 14 de dezembro de 1990) foi um cantor e compositor mexicano. Ficou famoso por apresentar um programa de rádio sob um personagem de sua autoria, Cri-Cri, el grillito cantor e recebeu o título de "maior músico de canções infantis", além disso, seus singles foram traduzidos em outros países da América Latina.